# 701
701是700与702之间的自然数。
- 第126個質數。
  - 此數字雖然是自然質數，但不是高斯質數。前一個有此性質的自然質數是677、下一個是709。（OEIS數列A002313）

其第一象限之高斯質數的整数分解為{\displaystyle \left(26+5i\right)\times \left(26-5i\right)}。
- 無平方數因數的數。
- 十进制的等數位數。
- 701年
- 城巴701線

## 商标
湖南省国藩（工矿）集团的矿山机械、水工机械和铸钢件及配件等的商标。多年来被评为湖南省著名商标。旗下的湖南省国藩工矿机械有限公司、湖南省国藩中电机械有限公司和湖南湘冶机械制造有限公司可以共用。